# ثنائي هيدرو البيران
ثنائي هيدرو البيران هو مركب عضوي حلقي غير متجانس وغير مشبع له الصيغة الكيميائية C5H8O.
يتألف المركب بنيوياً من حلقة سداسية حاوية على ذرة أكسجين وعلى رابطة مضاعفة واحدة، وهو قريب في بنيته من مركب البيران. يوجد هناك متصاوغان من المركب، وهما 4,3-ثنائي هيدرو 2H-بيران؛ والآخر هو 6,3-ثنائي هيدرو 2H-بيران. يمكن تصنيف المركب على أنه إيثر إينول.

## التحضير
يحضر 4,3-ثنائي هيدرو 2H-بيران من تفاعل بلمهة كحول رباعي هيدرو فورفورال (THFA) فوق حفاز من أكسيد الألومنيوم عند درجة حرارة بين 300 - 400 °س.

## الخواص
يوجد مركب ثنائي هيدرو البيران في الشروط القياسية على شكل سائل عديم اللون إلى مصفر، سهل التطاير، له رائحة قوية.

## الاستخدامات
يستخدم مركب ثنائي هيدرو البيران في المختبرات كمجموعة حماية في التفاعلات الكيميائية؛ وذلك بشكل خاص لمجموعة الهيدروكسيل في الكحولات. حيث يشكل ثنائي هيدرو البيران مع الكحول مركب إيثر رباعي هيدرو البيرانيل، ويحرر بإجراء حلمهة حمضية:

## اقرأ أيضاً
- بيران
- رباعي هيدرو البيران